# Wiesław Markowski

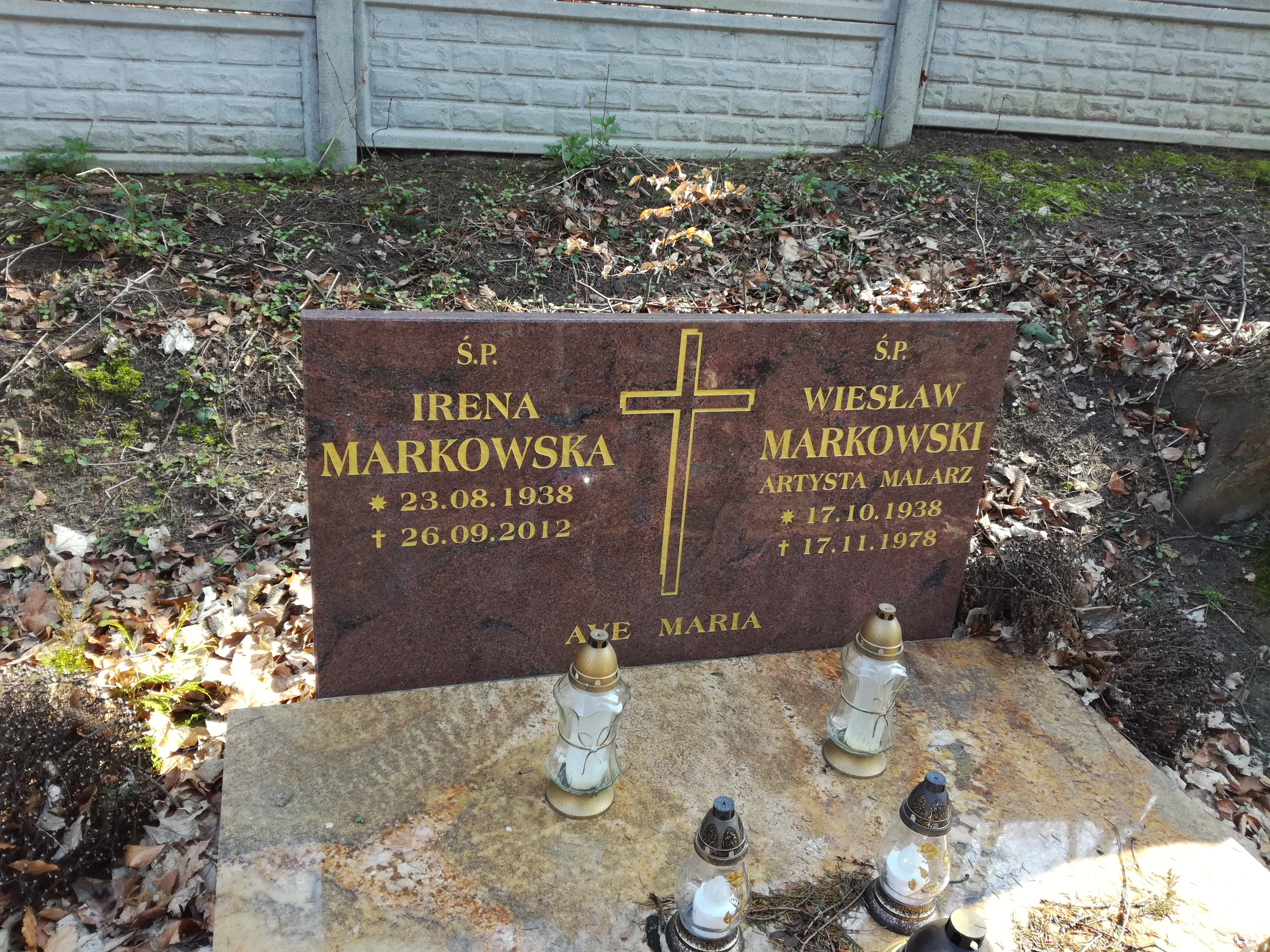
Grób Wiesława Markowskiego na cmentarzu Srebrzysko w Gdańsku

Wiesław Markowski (ur. 17 października 1938 we Lwowie, zm. 15 listopada 1978 w Gdańsku) – polski malarz
Od 1945 roku zamieszkał w Gdańsku Wrzeszczu, gdzie jego ojciec prof. Feliks Markowski objął katedrę na Wydziale Architektury Politechniki Gdańskiej.
W latach 1952–57 uczył się w Liceum Sztuk Plastycznych w Gdyni – malarstwo prowadził wówczas Zdzisław Kałędkiewicz. Następnie do 1961 studiował architekturę na Politechnice Gdańskiej, w tym malarstwo pod kierunkiem prof. Władysława Lama i Adama Gerżabka.
W 1966 roku został przyjęty na podstawie prac do Związku Polskich Artystów Plastyków. Pośmiertnie odznaczono go Krzyżem Kawalerskim Orderu Odrodzenia Polski.
Prace Wiesława Markowskiego eksponowane są: 
- w Muzeach Narodowych w Warszawie, Poznaniu, Gdańsku, Szczecinie, Muzeum Sztuki w Łodzi;
- w Muzeach Okręgowych w Rzeszowie, Bydgoszczy, Białymstoku, Toruniu, Olsztynie i Zielonej Górze
- w Muzeum im. ks. dr. Władysława Łęgi w Grudziądzu
- w Galerii Teatru "Studio".

Wiele dzieł znajduje się w zbiorach Ministerstwa Kultury i Sztuki w Warszawie i w Biurach Wystaw Artystycznych. Oraz za granicą – w Kalmarze, Przylepie i Galerii Trietiakowskiej, jak również w kolekcjach prywatnych - krajowych i zagranicznych.
Pochowany na gdańskim cmentarzu Srebrzysko (rejon V, kwatera X-8-4/5).